# 白菜湯
白菜湯（俄语：щи）是俄羅斯一種以圓白菜為原料的湯。用酸白菜製作的湯稱為酸白菜湯。也有用菠菜、酸模、蕁麻製作的湯，稱為青菜湯（зелёные щи）。
菜湯的材料有白菜、肉類、蘑菇、麵粉、香料（洋蔥和大蒜）等。肉和菜分開烹煮，上菜前再加上斯美塔那酸奶油。傳統上配合黑麥麵包食用。
白菜湯在俄國在悠久的歷史，早在9世紀白菜從拜占庭傳入就已經出現了。因為此湯製作簡易、可單獨食用或配搭肉類，而且可以冷凍攜帶，在10世紀就成為俄國人的家常菜了。俄有諺云：白菜湯和蕎麥粥是我們的食物（Щи да каша — пища наша）。
隨時間改變，白菜湯的材料也有了變化：原來用以增加熱量的麵粉因為口感關係而被捨棄、從拜占庭進口的胡椒和月桂在15世紀開始被加入。在俄羅斯肉類一般是牛肉，而在烏克蘭是豬肉。肉可以用魚取代，而胡蘿蔔（有時會先與洋蔥一同烤過再加入，俄文稱為）、香菜也可當成蔬菜加入。早期的湯是以杓子能豎起為標準，後來變得比較稀淡了。